# Planta centralizada

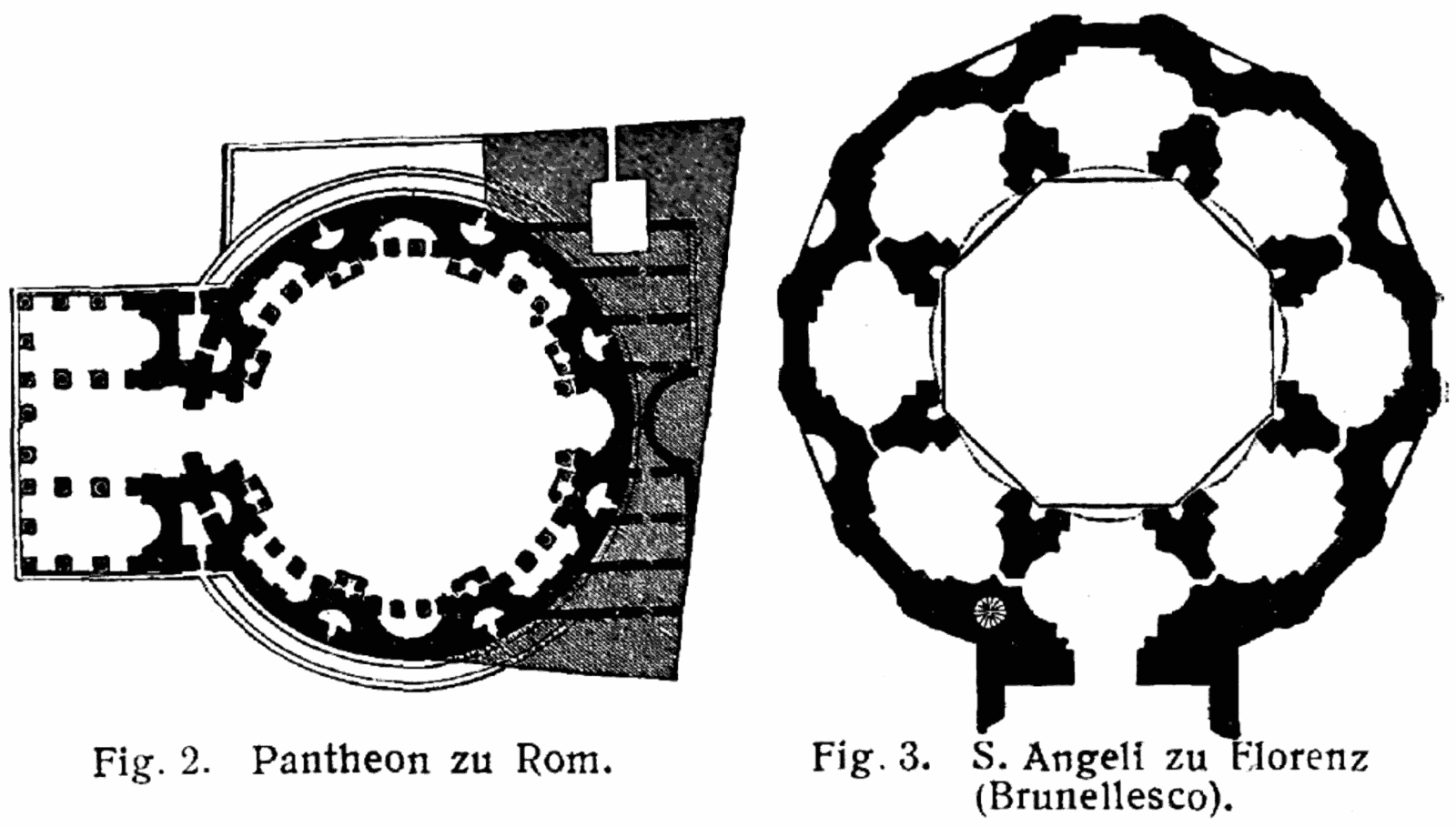
Comparação entre as plantas do Panteão (à esquerda) e da Rotunda de Brunelleschi, dois dos exemplos mais conhecidos de uma planta centralizada.

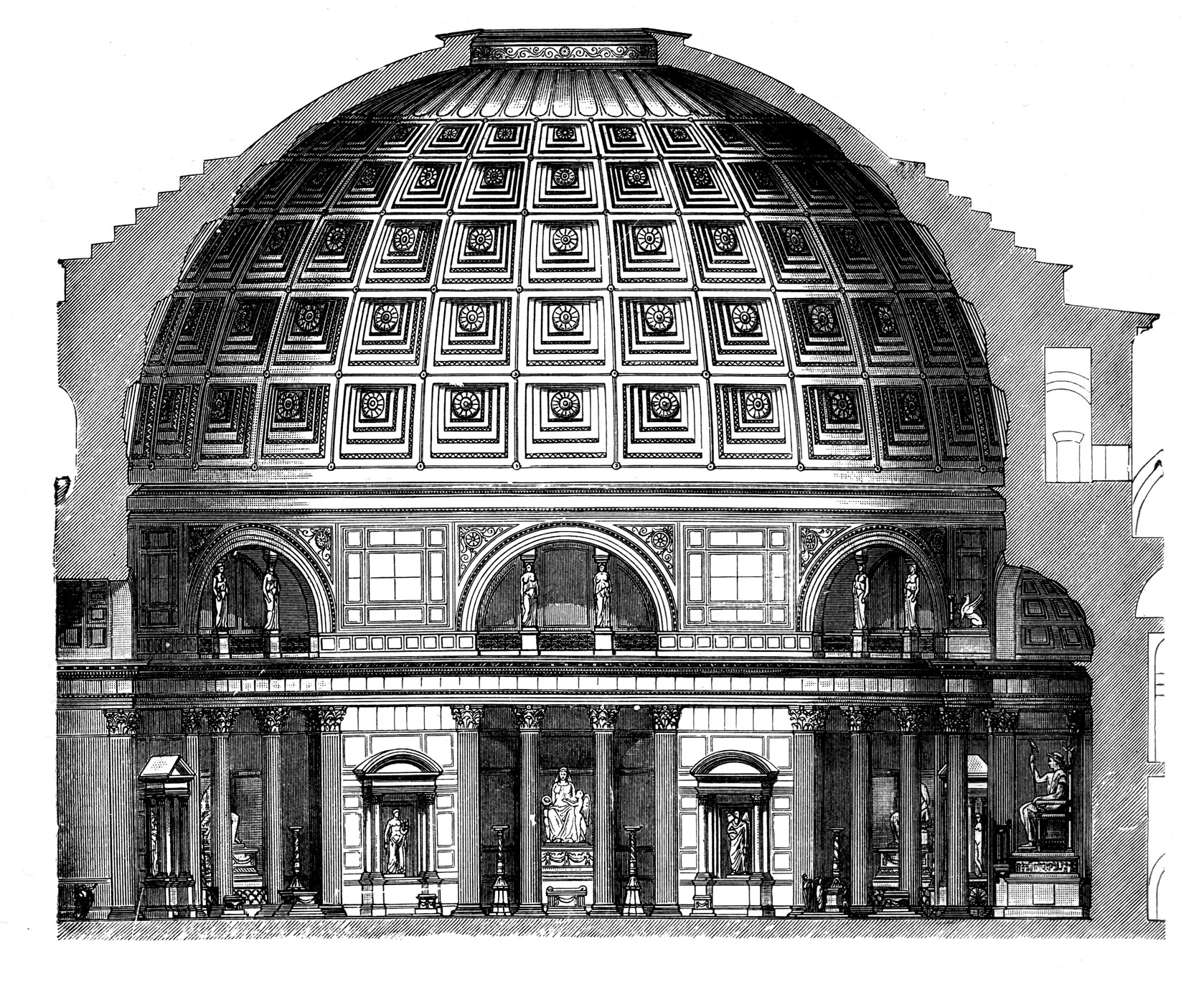
Corte do Panteão

Em arquitetura, a planta centralizada é a tipologia dos edifícios em que todas as partes se organizam em torno de um centro (ou seja, que possuem simetria central). A forma da planta é uma figura geométrica regular, como o quadrado, o círculo, o octógono, a cruz grega ou a elipse[carece de fontes?]; a simetria central é geralmente inscrita por uma cúpula. No caso de um edifício de planta circular utiliza-se também o termo mais específico de rotunda, enquanto no caso de um edifício religioso com quatro braços (transepto e Nave (arquitetura) de igual comprimento falamos mais especificamente de planta em cruz grega.
A planta centralizada teve uso em edifícios do império Romano, como o Panteão, e por sua vez inspirando edifícios da Idade média, como a Igreja de Santa Sofia e a Basílica de São Marcos.

## Arquitetura renascentista

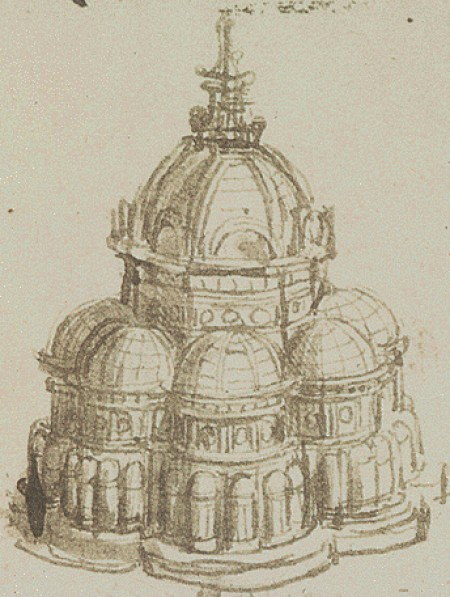
Leonardo da Vinci, esboços para uma igreja planeada centralmente com capelas germinadas, Paris, Instituto de França

Miguel Ângelo, planta de São Pedro no Vaticano

Os estudos sobre a planta centralizada atingiram o auge durante o renascimento: a tipologia arquitectónica centralizada proporcionou uma síntese geométrico-racional das partes do edifício, com todas as implicações simbólicas ligadas ao círculo, que segundo Marsilio Ficino era a forma predilecta da natureza e representação divina; além disso, a cúpula, na antiga religião o seu carácter simbólico era assimilado ao céu.
Nas primeiras décadas do século XV Filippo Brunelleschi, autor dos espaços centralizados da Velha Sacristia e da Capela Pazzi, projetou a Rotunda de Santa Maria dos Anjos em Florença, caracterizada por uma complexa planta octogonal no interior e com dezasseis lados no exterior, um dos exemplos de planta centralizada mais citados na história da arquitetura.
Foi Leon Battista Alberti quem colocou o tema da planta centralizada no centro do debate arquitectónico de meados do século no sétimo livro do seu tratado De re aedificatoria, tratando a planta dos edifícios sagrados com o uso do círculo e das figuras geométricas inscritas do círculo: quadrado, hexágono, octógono, decágono e dodecágono. Desta forma, foram lançadas as bases para as teorizações e pesquisas subsequentes sobre a planta centralizada como o modelo ideal da igreja-templo. Alberti, como designer, abordou o tema dos edifícios de planta centralizada concebidos como tribunas de planta cêntrica associada à planta da basílica: recordamos em primeiro lugar a solução da tribuna do Templo Malatesta em Rimini, desenhado pelo humanista com um centro (octógono, ou cruz grega ou 'círculo'). Soluções que ALberti volta a propor nas igrejas de São Sebastião em Mântua e na tribuna da Santissima Annunziata (projecto de 1469) em Florença. Solução que tenta fundir os dois tipos de igrejas, a de planta cêntrica que lembra o padrão greco-oriental e a basílica latina. Noutros casos, no entanto, no Reino de Nápoles os edifícios são sempre construídos exclusivamente com uma estrutura octogonal central, livre e isolada dos outros edifícios, considerados verdadeiros centros urbanos: como é o caso do Templo quadrilobado de Santa Caterina em Conversano, difícil de datar, ainda que os estudiosos aceitem situá-lo num estreito espaço cronológico que oscila entre o final do século XIV e a primeira metade do século XV; outros, em vez disso, foram construídos nas décadas de 1460 e 1470, é o caso do Templo de São Flaviano em Giulianova, de provável ascendência de desenho albertiano.
Durante a primeira metade do século XV, as famílias mais importantes do Reino de Nápoles, desde os Caracciolo del Sole, aos Orsini de Vicovaro, dos Orsini Del Balzo aos Sanseverino de Bisignano, até aos Ventimiglia de Geraci na Sicília, tiveram os seus mausoléus construídos com base no sistema centralizado, geralmente um octógono no final do coro (ou adjacente ou isolado) das igrejas geralmente franciscanas. No final do século XV, começaram a surgir edifícios de planta central, em formas monumentais até mesmo em fundos de pinturas, como a Entrega das Chaves de Perugino..
Entre os designers que trabalharam no tema da planta central Matteo Civitali, que realizou o templo do Volto Santo na Catedral de Lucca em 1484, Giuliano da Sangallo que construiu a sacristia de Santo Spirito em Florença com uma planta octogonal plana e entre 1484 e 1495 a basílica de Santa Maria delle Carceri em Prato, uma cruz grega, que retomou os estudos de Alberti em São Sebastião.
A investigação teórica sobre o plano central foi realizada por Filarete e sobretudo por Francesco di Giorgio Martini.
No entanto, foi em Milão, entre Leonardo e Bramante, que se verificaram os projectos mais significativos sobre o tema. Leonardo da Vinci elaborou desenhos de igrejas octogonais encimadas por grandes cúpulas (Código B) e rodeadas por capelas, em cujas composições se sente o eco da grande tribuna da Santa Maria del Fiore em Florença. Estas abstracções teóricas influenciaram muito Donato Bramante, que utilizou a planta central para a sacristia da São Satiro e na tribuna da Santa Maria delle Grazie em Milão, que serviu de prelúdio às grandes obras romanas: o templo de São Pedro em Montorio (1502) e o projecto originalmente da Basílica de São Pedro no Vaticano.
Em torno deste projecto e do canteiro de obras do grande templo, desenvolveu-se um debate ao longo de mais de um século, tendo por objecto a planta centralizada e que dizia respeito não só aos aspectos arquitectónicos mas também às disciplinas teológicas e filosóficas.
Também atribuído a Bramante, não isento de incertezas, é o projecto de Santa Maria da Consolação em Todi, em cuja construção participou, contudo, Cola da Caprarola. Um exemplo semelhante é a igreja de São Biagio em Montepulciano, iniciada por Antonio da Sangallo, o Velho em 1518.
Miguel Ângelo concebeu também sistemas centralizados, como o projeto da basílica de San Giovanni Battista dei Fiorentini (não realizado) e regressou à planta central (mais tarde também não concretizado) para o estaleiro de Basílica de São Pedro no Vaticano.